# Jocquestus
Genre
Jocquestus est un genre d'araignées aranéomorphes de la famille des Trachelidae.

## Distribution
Les espèces de ce genre se rencontrent en Afrique australe et en Afrique de l'Est.

## Liste des espèces
Selon World Spider Catalog (version 19.5, 05/09/2018) :
- Jocquestus capensis Lyle & Haddad, 2018
- Jocquestus griswoldi Lyle & Haddad, 2018
- Jocquestus harrisi Lyle & Haddad, 2018
- Jocquestus incurvus Lyle & Haddad, 2018
- Jocquestus obliquus Lyle & Haddad, 2018
- Jocquestus roeweri (Lawrence, 1938)
- Jocquestus schenkeli (Lessert, 1923)

## Étymologie
Ce genre est nommé en l'honneur de Rudy Jocqué.

## Publication originale
- Lyle & Haddad, 2018 : Jocquestus, a new genus of trachelid sac spiders from the Afrotropical Region (Arachnida: Araneae). Zootaxa, no 4471(2), p. 309-333.